# Бордано
Бордано (итал. Bordano) је насеље у Италији у округу Удине, региону Фурланија-Јулијска крајина.
Према процени из 2011. у насељу је живело 602 становника. Насеље се налази на надморској висини од 221 м.

## Становништво
| 1931. | 1936. | 1951. | 1961. | 1971. | 1981. | 1991. | 2001. | 2011. |
| ----- | ----- | ----- | ----- | ----- | ----- | ----- | ----- | ----- |
| 1.487 | 1.286 | 1.483 | 1.430 | 1.078 | 830   | 782   | 786   | 789   |